# Dubrave
Dubrave är en ort i Bosnien och Hercegovina.   Den ligger i entiteten Federationen Bosnien och Hercegovina, i den centrala delen av landet, 30 km nordväst om huvudstaden Sarajevo. Dubrave ligger 503 meter över havet och antalet invånare är 194.
Terrängen runt Dubrave är huvudsakligen kuperad. Dubrave ligger nere i en dal.Närmaste större samhälle är Visoko, 13,1 km öster om Dubrave. 
Omgivningarna runt Dubrave är en mosaik av jordbruksmark och naturlig växtlighet. Runt Dubrave är det ganska tätbefolkat, med 93 invånare per kvadratkilometer.